# カンバーランド＝ストラサーン公爵

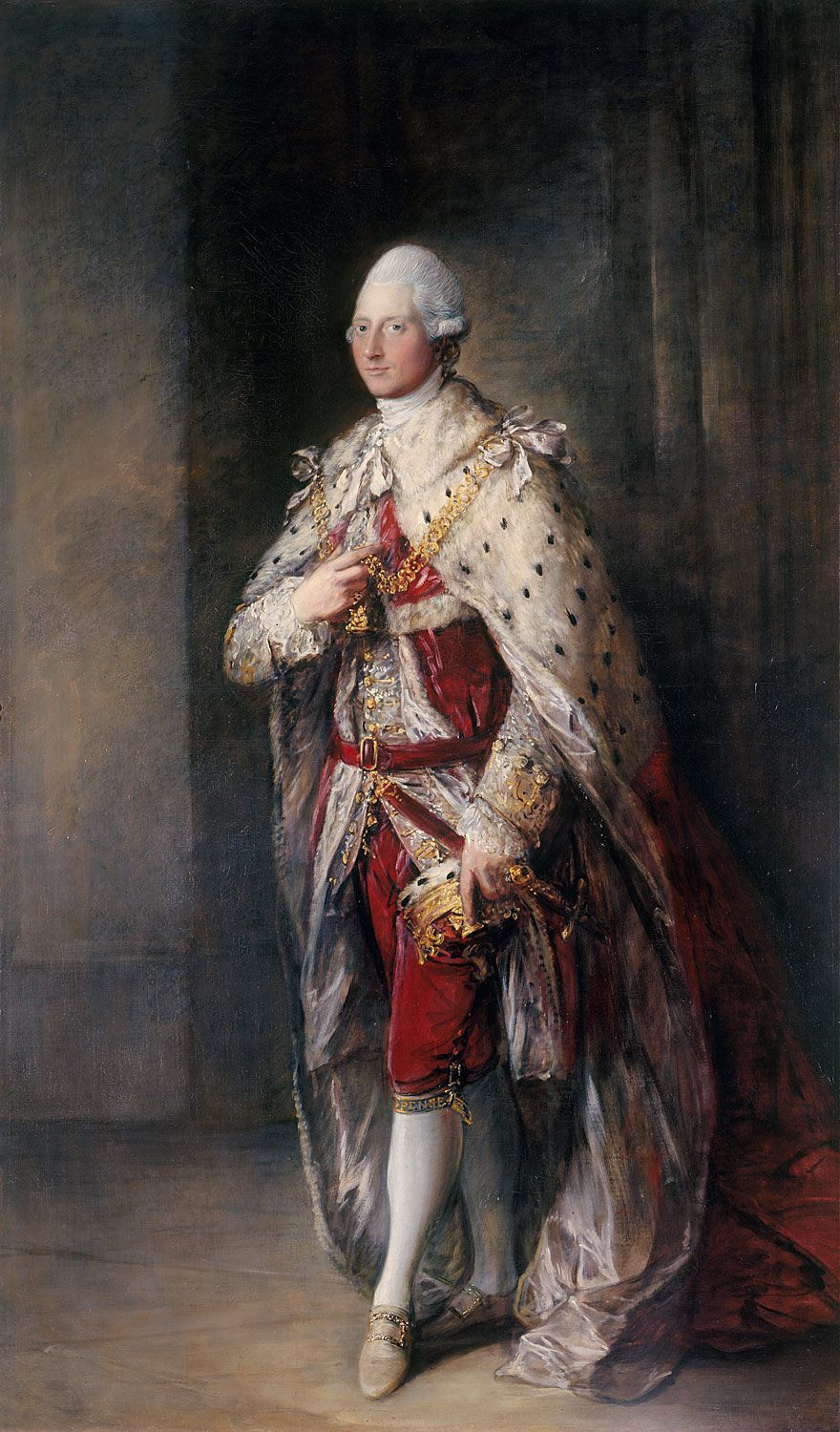
カンバーランド＝ストラサーン公爵ヘンリー王子の肖像画、トマス・ゲインズバラ作、1770年代。

カンバーランド＝ストラサーン公爵（カンバーランド＝ストラサーンこうしゃく、英語: Duke of Cumberland and Strathearn）は、グレートブリテン貴族の伯爵位。

## 歴史
1766年10月22日、ウェールズ公爵フレデリック・ルイス(1707-1751)の四男ヘンリー王子はアイルランド貴族であるダブリン伯爵とグレートブリテン貴族であるカンバーランド＝ストラサーン公爵に叙された。しかし、妻との間で息子をもうけず、1790年9月18日に病死すると爵位は廃絶した。

## カンバーランド＝ストラサーン公爵（1766年）
- ヘンリー王子（1745年 – 1790年）